# Legacy of Kain: Dead Sun
Legacy of Kain: Dead Sun est un jeu vidéo d'action-aventure annulé qui était en cours de développement par Climax Studios pour Square Enix Europe, en plus d'une composante multijoueur développée séparément par Psyonix. Conçu comme le sixième opus de la série Legacy of Kain, Dead Sun est entré en production pour Microsoft Windows, PlayStation 3, PlayStation 4 et Xbox 360. Il a été annulé en 2012 après trois ans de développement. Square Enix Europe et Psyonix ont récupéré le mode multijoueur prévu, qu'ils ont reconceptualisé sous le nom de Nosgoth, un titre free-to-play autonome.

## Système de jeu
Leaks a décrit Dead Sun comme une action-aventure basée sur une histoire inspirée de Legacy of Kain: Soul Reaver (1999) et de The Legend of Zelda de Nintendo. Le jeu présentait un monde ouvert et combinait des combats cinématographiques et violents avec des explorations de donjons, des énigmes et des combats de boss. Des liens vers les entrées précédentes de Legacy of Kain figuraient dans la conception, comme le mécanisme de Soul Reaver qui permettait aux joueurs d'alterner entre deux plans d'existence.
Les vidéos de présentation en coupe verticale du projet montraient le codex – une encyclopédie intégrée au jeu fournissant l'histoire du monde – et un système de mise sous tension, dans lequel les âmes à collectionner pouvaient être échangées contre des améliorations pour faciliter le combat ou l'exploration. 

## Trame
Dead Sun se déroule dans le futur lointain du monde de Legacy of Kain, longtemps après les événements de Soul Reaver et Legacy of Kain: Defiance. Les joueurs contrôleraient les nouveaux protagonistes Gein, un vampire, et Asher, un humain, dont les âmes se sont entrelacées alors qu'ils parcouraient le pays de Nosgoth,.

## Développement

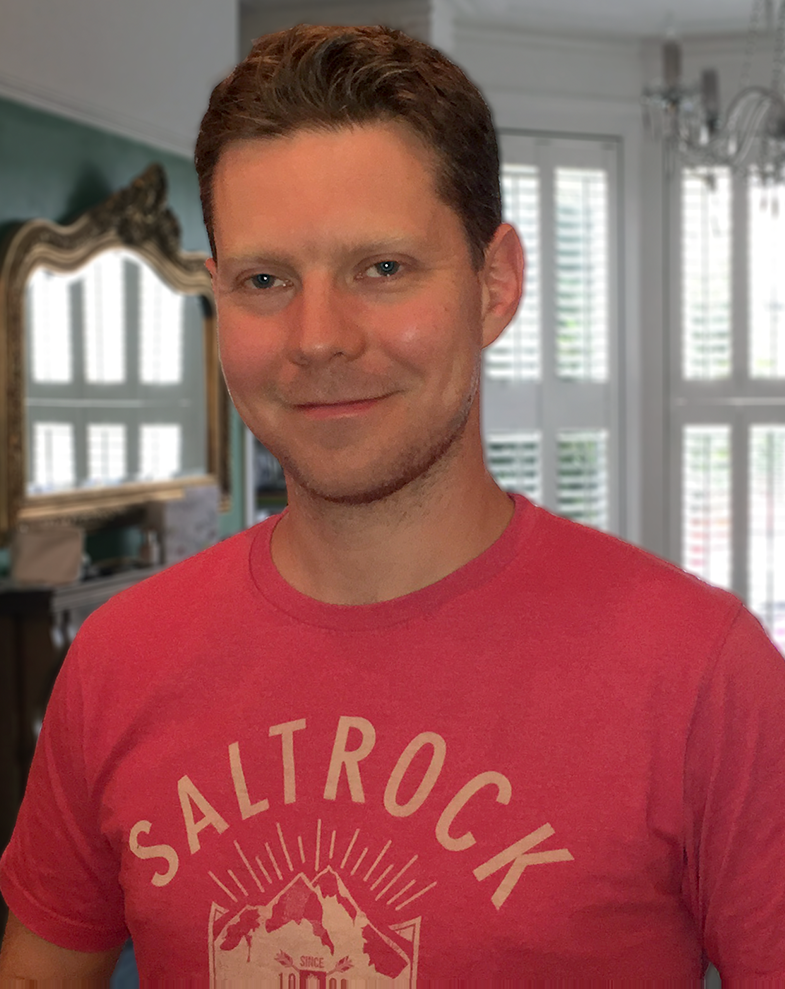
Sam Barlow, directeur de Dead Sun.

## Accueil
Dead Sun et Nosgoth ont suscité les critiques de la presse du jeu vidéo. Austin Wood de Cheat Code Central a écrit que l'annulation du projet "a été une déception pour beaucoup", tandis que Ryan Parreno de GameRanx considérait la fin du développement comme "un véritable gaspillage". Il a précisé que "Nosgoth pourrait très bien être un bon jeu, mais il est juste de dire qu'il ne va probablement pas autant intéresser les fans depuis Defiance". Scott Tailford de WhatCulture a ensuite inclus le titre au 9e rang de sa liste des « 11 jeux vidéo très attendus dont vous ne croirez pas qu'ils ont été annulés », écrivant que « pour les fans qui sont restés fidèles à la série pendant près de deux décennies, c'est complètement exaspérant ».